# Stade de Moutendé
Le Stade de Moutendé est un stade de football guyanais situé à Moutendé, quartier de la commune d'Apatou, dans l'arrondissement de Saint-Laurent-du-Maroni.
Le stade, doté de 1 000 places et inauguré en 2001, sert d'enceinte à domicile pour l'Association sportive et culturelle Agouado.

## Histoire
Le stade ouvre ses portes en 2001.
Les derniers travaux de rénovation datent de 2015.
C'est dans ce stade que son club résident de l'ASC Agouado va chercher son premier titre de champion de Guyane en 2019 (première fois qu’un club de la vallée du Maroni remporte le championnat).